# 샤리키촌
샤리키촌(車力村) 아오모리현 니시쓰가루군에 위치하고 동해에 접했던 촌이다. 
2006년 2월 11일 쓰가루시가 성립해 폐지되었다.

## 연혁
- 1889년 4월 1일 - 정촌제 시행에 의해 샤리키촌이 성립하였다.
- 2005년 2월 11일 - 기즈쿠리정, 모리타촌, 가시와촌, 이나가키촌과 합병해 쓰가루시가 되었다.

## 교통

### 도로
- 아오모리 현도 2호 뵤부 산나이 진부 선
- 아오모리 현도 12호 아지가사와 가니타 선
- 아오모리 현도 43호 고쇼가와라 샤리키 선
- 아오모리 현도 189호 도미야치 우스이치 선
- 아오모리 현도 228호 다카야마이나리 신사 선

## 참고문헌
- 大日本篤農家名鑑編纂所編『大日本篤農家名鑑』大日本篤農家名鑑編纂所、1910年。
- 高谷繁太郎、江馬英三郎編『青森県名鑑 大正四年特別大演習記念』青森県行幸記念協会、1917年。
- 編纂委員会編『角川日本地名大辞典2 青森県』角川書店〈地名大辞典〉、1985年12月1日。